# Koenraad van Spiers
Koenraad van Spiers of Koenraad II von Riesenberg (eind 12e eeuw - 18 december 1249) was een Duits bisschop. Hij was magister in Parijs, leraar in Mainz en deken van Spiers. Hij preekte voor deelname aan de Albigenzische Kruistochten en was bevriend met de franciscanen. Van 1221 tot 1246 was hij bisschop van Hildesheim. In opdracht van paus Gregorius IX leidde hij het proces van heiligverklaring van Elisabeth van Thüringen in. In 1246 trok hij zich terug en stierf in 1249 in het cisterciënzerklooster van Schönau.